# ياري مينا
ياري فرناندو مينا غونزاليس (بالإسبانية: Yerry Fernando Mina González)‏، (مواليد 23 سبتمبر 1994)، المعروف بـ ياري مينا (بالإسبانية: Yerry Mina)‏. هو لاعب كرة قدم كولومبي يلعب في مركز قلب الدفاع مع فيورنتينا الإيطالي والمنتخب الكولومبي.
بدأ ياري مسيرته الكروية مع نادي إنديبنديينتي سانتا في في عام 2013، وحقق معهم كوبا سود أمريكانا وكأس السوبر الكولومبي في 2015. لينتقل في مايو 2016 إلى نادي بالميراس البرازيلي ويحقق معهم بطولة الدوري البرازيلي 2016. وفي 11 يناير 2018، توصل برشلونة وبالميراس إلى اتفاق من أجل انتقال المدافع مينا لصفوف الفريق الإسباني. وحقق مع النادي الكتالوني بطولة الدوري والكأس في أول موسم له.

## مسيرته الكروية

### إنديبنديينتي سانتا في
بدأ ياري مسيرته الكروية مع فريق إنديبنديينتي سانتا في في عام 2013، قبل أن يصنع لنفسه اسمًا بفضل مهاراته في الدفاع.

### بالميراس
وقع نادي بالميراس البرازيلي عقدًا مع اللاعب ياري في مايو 2016. وخاض أول مباراة له مع هذا الفريق بتاريخ 4 يوليو من نفس السنة حيث لعب مباراة كاملة أمام نادي سبورت ريسيفه (فاز فيها فريقه بـ 3–1). أما أول هدف رسمي له فكان في المباراة التي جمعت فريقه بسانتوس (انتهت المبارة بالتعادل الإيجابي هدف لمثله). يُشار إلى أن مينا لم يستطع إكمال المباراة حينها حيث لعب الشوط الأول فقط وغادر أرض الملعب قبل نهايته بقليل بسبب إصابة تعرض لها، وفي 13 يوليو أكدت التقارير الطبية أن مينا لن يتعافى في الوقت المناسب من أجل الألعاب الأوليمبية الصيفية عام 2016، حيث توقع الأطباء مدة 6–8 أسابيع للشفاء وبالفعل هذا ما حصل.

### برشلونة
في 11 يناير 2018، توصل برشلونة وبالميراس إلى اتفاق من أجل انتقال المدافع مينا لصفوف الفريق الإسباني للفترة المتبقية من الموسم الكروي بالإضافة إلى خمس سنوات أخرى (أي أن العقد سينتهي في 30 يونيو 2023)، وقد بلغت صفقة الانتقال 11.8 مليون يورو، ثم وضع برشلونة مبلغ 100 مليون يورو كشرط جزائي في حال رغب فريق ما في الحصول على خدماته قبل انتهاء العقد.
لعب مينا أول مباراة له في نصف نهائي كأس ملك إسبانيا، عندما دخل كبديل لجيرارد بيكيه في الدقيقة 83 ضد فالنسيا. فاز برشلونة بالمباراة 0–2 ليتأهل إلى النهائي. وشارك في أول مباراة له في الدوري ضد خيتافي، حيث شارك كلاعب أساسي وأكمل المباراة كاملة والتي أنتهت بالتعادل السلبي 0–0.

### إيفرتون
في 8 أغسطس 2018، إنتقل مينا إلى نادي إيفرتون الإنجليزي في صفقة بقيمة 30 مليون يورو.

## مسيرته الدولية
في عام 2016، تم أستدعاء مينا للمشاركة مع كولومبيا في كوبا أمريكا المئوية، لعب كأساسي لأول مرة كوستاريكا. لعب في خمس من مباريات مع كولومبيا في تصفيات كأس العالم 2018 من أكتوبر 2016 إلى مارس 2017.

### كأس العالم 2018
في مايو 2018، تم اختياره في القائمة النهائية المشاركة في كأس العالم 2018 في روسيا.
في كأس العالم 2018، سجل مينا ثلاثة أهداف مع كولومبيا، وكلها جاءت من ركلات ركنية. لم يلعب مينا في المباراة الافتتاحية لكولومبيا والتي خسروها 2–1 أمام اليابان، ولكنه شارك كأساسي في مركز قلب الدفاع في كل مباريات كولومبيا اللاحقة. في مرحلة المجموعات، سجل هدف الافتتاح في مباراة الفوز 3–0 على بولندا، ثم سجل الهدف الفوز الوحيد 1–0 على السنغال ليساعد كولومبيا على صدارة مجموعتها وتتأهل لمرحلة خروج المغلوب. ضد إنجلترا في دور الستة عشر، سجل مينا هدف التعادل 1–1 في الدقيقة 93 ليجعل المباراة تمتد للأشواط الإضافية. خسر منتخب كولومبيا المباراة في ركلات الترجيح، لتنتهي مسيرته في هذه البطولة.

## حياته الشخصية
كان كل من والد مينا وعمه لاعبي كرة قدم محترفين حراس المرمى. وقد نصحه والده باللعب في مركز آخر غير حراسة المرمى، ثم أخده عمه لصقل مهاراته مع نادي ديبورتيفو باستو.
هذا وتجدر الإشارة إلى أن عمه يائير مينا هو وكيل أعماله في نفس الوقت.

## الإحصاءات

### النادي
آخر تحديث نهاية موسم 2017–18 في 20 مايو 2018.
| النادي          | الموسم   | الدوري           | الدوري | الدوري  | الكأس  | الكأس   | قاري   | قاري    | أخرى   | أخرى    | المجموع | المجموع |
| النادي          | الموسم   | الدرجة           | الظهور | الأهداف | الظهور | الأهداف | الظهور | الأهداف | الظهور | الأهداف | الظهور  | الأهداف |
| --------------- | -------- | ---------------- | ------ | ------- | ------ | ------- | ------ | ------- | ------ | ------- | ------- | ------- |
| ديبورتيفو باستو | 2013     | الدوري الكولومبي | 14     | 1       | 8      | 0       | 2      | 0       | —      | —       | 24      | 1       |
| سانتا في        | 2014     | الدوري الكولومبي | 34     | 3       | 16     | 0       | 2      | 0       | —      | —       | 52      | 3       |
| سانتا في        | 2015     | الدوري الكولومبي | 23     | 2       | 8      | 0       | 21     | 1       | 2      | 1       | 54      | 4       |
| سانتا في        | 2016     | الدوري الكولومبي | 10     | 2       | —      | —       | 8      | 3       | —      | —       | 18      | 5       |
| سانتا في        | المجموع  | المجموع          | 67     | 7       | 24     | 0       | 31     | 4       | 2      | 1       | 124     | 12      |
| بالميراس        | 2016     | الدوري البرازيلي | 13     | 4       | 2      | 0       | —      | —       | —      | —       | 15      | 4       |
| بالميراس        | 2017     | الدوري البرازيلي | 15     | 2       | 4      | 0       | 7      | 3       | 8      | 0       | 34      | 5       |
| بالميراس        | المجموع  | المجموع          | 28     | 6       | 6      | 0       | 7      | 3       | 8      | 0       | 49      | 9       |
| برشلونة         | 2017–18  | الدوري الإسباني  | 5      | 0       | 1      | 0       | 0      | 0       | —      | —       | 6       | 0       |
| برشلونة         | المجموع  | المجموع          | 5      | 0       | 1      | 0       | 0      | 0       | 0      | 0       | 6       | 0       |
| إيفرتون         | 2018–19  | الدوري الإنجليزي | 0      | 0       | 0      | 0       | 0      | 0       | 0      | 0       | 0       | 0       |
| إيفرتون         | المجموع  | المجموع          | 0      | 0       | 0      | 0       | 0      | 0       | 0      | 0       | 0       | 0       |
| الإجمالي        | الإجمالي | الإجمالي         | 114    | 14      | 39     | 0       | 40     | 7       | 10     | 1       | 203     | 22      |

1. ↑  جميع المباريات في كوبا سود أمريكانا
2. 1 2 3  جميع المباريات في كأس ليبرتادوريس
3. ↑  10 مباريات وهدف واحد في كأس ليبرتادوريس، 11 مباراة في كوبا سود أمريكانا
4. ↑  جميع المباريات في كأس السوبر الكولومبي
5. ↑  جميع المباريات في بطولة باوليستا

### المنتخب
آخر تحديث 3 يوليو 2018.
| كولومبيا | كولومبيا | كولومبيا |
| العام    | الظهور   | الأهداف  |
| -------- | -------- | -------- |
| 2016     | 5        | 1        |
| 2017     | 4        | 2        |
| 2018     | 6        | 3        |
| المجموع  | 15       | 6        |

#### الأهداف الدولية
قائمة الأهداف والنتائج مع منتخب كولومبيا الأول.
| # | التاريخ        | المكان                                                 | الخصم      | الهدف | النتيجة | المسابقة               |
| - | -------------- | ------------------------------------------------------ | ---------- | ----- | ------- | ---------------------- |
| 1 | 11 أكتوبر 2016 | ملعب متروبوليتانو روبيرتو ميلينديز، بارانكيا، كولومبيا | الأوروغواي | 2–2   | 2–2     | تصفيات كأس العالم 2018 |
| 2 | 13 يونيو 2017  | كوليسيوم ألفونسو بيريز، خيتافي، إسبانيا                | الكاميرون  | 2–0   | 4–0     | ودية                   |
| 3 | 13 يونيو 2017  | كوليسيوم ألفونسو بيريز، خيتافي، إسبانيا                | الكاميرون  | 3–0   | 4–0     | ودية                   |
| 4 | 24 يونيو 2018  | كازان أرينا، قازان، روسيا                              | بولندا     | 1–0   | 3–0     | كأس العالم 2018        |
| 5 | 28 يونيو 2018  | كوسموس أرينا، سامارا، روسيا                            | السنغال    | 1–0   | 1–0     | كأس العالم 2018        |
| 6 | 3 يوليو 2018   | أوتكريتي أرينا، موسكو، روسيا                           | إنجلترا    | 1–0   | 1–1     | كأس العالم 2018        |
| 7 | 3 يونيو 2021   | ملعب بيرو الوطني، ليما، بيرو                           | بيرو       | 1–0   | 3–0     | تصفيات كأس العالم 2022 |

## الإنجازات

### النادي
إنديبنديينتي سانتا في
- كوبا سود أمريكانا (1): 2015
- كأس السوبر الكولومبي (1): 2015

 بالميراس
- الدوري البرازيلي الدرجة الأولى (1): 2016

 برشلونة
- كأس ملك إسبانيا (1): 2017–18[25]
- الدوري الإسباني (1): 2017–18[26]

### الفردية
- ضمن فريق السنة في الدوري البرازيلي سنة 2016.[27]
- ضمن فريق السنة في الدوري البرازيلي سنة 2017.[28]

## وصلات خارجية
- ياري مينا على موقع الاتحاد الدولي (مؤرشف)  (الإنجليزية)
- ياري مينا على موقع الاتحاد الأوربي (الإنجليزية)
- ياري مينا على موقع قاعدة بيانات كرة القدم.إي يو (الإنجليزية)
- ياري مينا على موقع ليكيب (الفرنسية)
- ياري مينا على موقع ناشيونال فوتبول تيمز (الإنجليزية)
- ياري مينا على موقع Soccerbase.com (لاعب) (الإنجليزية)
- ياري مينا على موقع Soccerway.com (الإنجليزية)
- ياري مينا على موقع عالم كرة القدم.نت (الإنجليزية)
- ياري مينا على موقع AS.com (الإسبانية)